# Orfenadrină
Orfenadrina este un antihistaminic H1 și anticolinergic derivat de etanolamină, analog metilat de difenhidramină. Este utilizat pentru tratamentul parkinsonismului iatrogen și pentru durerile musculare cauzate de spasme.